# 101匹わんちゃんII パッチのはじめての冒険
『101匹わんちゃんII パッチのはじめての冒険』（ひゃくいっぴきわんちゃんⅡぱっちのはじめてのぼうけん、原題：Dalmatians II: Patch's London Adventure）は、アメリカのウォルト・ディズニー・カンパニーが製作したOVA作品。1961年の『101匹わんちゃん』の続編。2003年にアメリカでDVDでリリースされた。

## あらすじ
主役は前作で登場したテレビ好きの子犬パッチ。ロンドンで暮らすロジャーとアニータ夫妻と101匹のダルメシアンたち。パッチはいつも兄弟にのけものにされ、パパのポンゴにまで忘れられる。一家は手狭なロンドンの家から田舎の牧場へと引っ越すことになり、明日は引っ越しという夜、パッチは大好きなテレビ番組「サンダーボルト・アドベンチャー・アワー」で、オーディション情報をキャッチ。ヒーロー犬サンダーボルトに会える、と大喜びするが、パパに取り合ってもらえず、翌日の引っ越しでは置き去りにされる。 たった1匹で外に繰り出し、なんとかオーディションに出場したパッチはひょんなことから憧れのサンダーボルトと友達になるが、サンダーボルトは彼の座を狙うリトル・ライトニングに陥れられてしまう。そのころ田舎の98匹の兄弟にはクルエラの魔の手が。兄弟たちのピンチにパッチとサンダーボルトが立ち向かう…。

## 登場キャラクター
パッチ（Patch）
本作品の主人公。ポンゴとパーディタの子ども。片目の周りの黒い斑「パッチ」が特徴で、子犬たちのリーダー格である。子犬たちが大好きな番組「サンダーボルト・アドベンチャー・アワー」の主人公・サンダーボルトに憧れており、全話を記憶するほどの大ファン。
大家族になって以降は子犬たちに上手く馴染めず、また子犬たちの世話に追われるポンゴの姿から「自分は101分の1だけの存在では」と思い込み気落ちしていた。引越し当日に寝坊してしまったことからポンゴたち家族とはぐれてしまい、そこからパッチの冒険が始まることになる。
エンディング後のエピローグでは、他の子犬たちと共に「サンダーボルト・アドベンチャー・アワー」への出演を果たした。
サンダーボルト（Thunderbolt）
「サンダーボルト・アドベンチャー・アワー」の主人公を務める有名なシェパードの役者犬。「サンダー」と呼ばれることが多い。公衆の前では大物然とした態度を取るが、本心ではいつ他の役者に自身の立場が脅かされるか警戒している。
リトル・ライトニングから次の撮影で自身の役が死亡し降板させられると嘯かれ落胆するが、街中で実際にヒーローとなりメディアで取り上げられることで自身の役を守ろうと計画する。偶然出会ったパッチが自身の番組に詳しいことから名声回復に利用しようとするが、共に行動するうちにパッチの自身への直向きな憧れに触れることで思いを改め打ち解けるようになる。
パッチと共に誘拐された子犬たちの救出に向かうがリトル・ライトニングに妨害され捕まってしまい、さらに自分がただの役者であり本物のヒーローではないことをパッチに知られてしまう。しかし兄弟たちを逃そうと奮闘するパッチを見たことで再度奮起し、クルエラによって磔にされていたラースを救い、彼の手助けで子犬たちのピンチに颯爽と登場するとパッチと共にクルエラたちを撃退した。
クルエラ・デ・ビル（Cruella de Vil）
前作に続く本作品のディズニー・ヴィランズ。前作の騒動から保護観察の身分に置かれ、裁判所からラドクリフ家への接近禁止命令を言い渡されている。よりどころである毛皮の専門店にも頑なに門前払いされ、挙げ句の果てに前作の騒動で破損した愛車は完全に大破してしまう。途方に暮れる中、ある美術館でラースのぶち模様の作品を発見し、ぶち模様への執念を再燃させる。その後は再び子犬たちを攫うため刑務所に訪れジャスパーとホーレスの保釈金を払い、居所をつかんだラドクリフ家の子犬たちを誘拐する。
作戦は成功したと思われたが、誘拐した子犬は98匹であり、残りの1匹であるパッチがサンダーボルトと共にやってきたため、結局は逃げられてしまう。最後はブチが沢山見えると錯乱しながらあっけなく救急車で精神病院に搬送され、その回復後に「危険人物」として逮捕された。
リトル・ライトニング（Lil' Lightning）
「サンダーボルト・アドベンチャー・アワー」に出演しているサンダーボルトの相棒のウェルシュ・コーギー。
相棒といってもサンダーの引き立て役にすぎない自身の立場に辟易しており、サンダーを蹴落として主役の座を奪う為に彼を罠に嵌めるが、最後はクルエラやバダン兄弟共々しっぺ返しを受け、挙げ句にクルエラの仲間と誤解されて警察犬に逮捕された。
ポンゴ（Pongo）
雄のダルメシアン。パッチたち子犬の父親。多くの子犬たちの世話に追われてパッチが苦悩していることに気づかず、間接的にではあるがパッチとはぐれるきっかけを作ってしまった。ロンドンに取り残されたパッチを主人公とする本作では登場シーンが減少した。
パーディタ（Perdita）
雌のダルメシアン。ポンゴの妻でパッチたち子犬の母親。本作では登場シーンが減少した。
ロジャー・ラドクリフ（Roger Radcliffe）
ポンゴの飼い主。本作ではロンドンの家からデボン州の古びた牧場に一家で移住する。エンディングではゴールドディスクを獲得する場面がある。
アニータ・ラドクリフ（Anita Radcliffe）
パーディタの飼い主。
ナニー（Nanny）
ラドクリフ家の家政婦。またしても子犬の誘拐にやってきたジャスパーとホーレスに対しフライパンを手に抵抗するが、結局は井戸に閉じ込められてしまう。その後、何とか井戸から脱出できたらしく、パトカーで現場まで駆けつけ、事件の被害者として警察に証言する。
ジャスパーとホーレス（Jasper & Horace）
バダン兄弟とも呼ばれるクルエラの手下の泥棒コンビ。本作ではホーレスに母親が存在していることと、ジャスパーが両親から勘当されていることが判明している。
前作ではクルエラの命令でラドクリフ家の子犬たちを誘拐し、ド・ヴィル屋敷に集められた99匹の子犬たちを殺害しようとしたが、子犬たちが脱走し、追跡作戦にも失敗した。その後逮捕され、刑務所に送られていた。本作ではクルエラに保釈金を払ってもらい釈放され、再びラドクリフ家の子犬たちの誘拐に加担する。
作戦は成功したと思われたが誘拐した子犬は98匹であり、残りの1匹であるパッチがサンダーボルトと共にやってきたため、結局またしても逃げられる。最後はコンビそろって再逮捕された。
エンディングではその後泥棒稼業から足を洗い、2人でブティックをオープンした。
ラース（Lars）
クルエラに一目惚れしたフランス人芸術家。クルエラに依頼されてぶち模様をモチーフとした絵画や美術品を数多く制作するが、クルエラを満足させることができなかった。
新たなインスピレーションを得るためにクルエラが用意してきた98匹の子犬たちの可愛さに惚れ込むが、彼女からその子犬たちを殺した毛皮で作品を作るよう提言されると、クルエラの本性に失望した上でその残忍な発案を断固として拒否。裏切られたと感じたクルエラによって磔にされるが、サンダーボルトに助けられ、そのお礼として彼を逃走中のパッチの元へ送り届けた。その後、事件の被害者として警察に証言する。
エンディングではその後画家としてロンドンで大成功を収めた模様。

## キャスト
| 役名                 | 英語版                                                                                             | 日本語版                                                             |
| -------------------- | -------------------------------------------------------------------------------------------------- | -------------------------------------------------------------------- |
| クルエラ・デ・ビル   | スザンヌ・ブレイクスリー                                                                           | 研ナオコ                                                             |
| リトル･ライトニング  | ジェイソン・アレクサンダー                                                                         | 中山秀征                                                             |
| パッチ               | ボビー・ロックウッド                                                                               | 稲垣謙介                                                             |
| サンダーボルト       | バリー・ボストウィック フランク・ウェルカー（鳴き声）                                              | 山寺宏一                                                             |
| ラース               | マーティン・ショート                                                                               | 笠井信輔 （フジテレビアナウンサー）                                  |
| ポンゴ               | サミュエル・ウエスト                                                                               | 藤原啓治                                                             |
| ロジャー・ラドクリフ | ティム・ベンティンク                                                                               | 本間ひとし                                                           |
| アニータ・ラドクリフ | ジョディ・ベンソン                                                                                 | りの                                                                 |
| ホーレス             | モーリス・ラマーシュ                                                                               | 龍田直樹                                                             |
| ジャスパー           | ジェフ・ベネット                                                                                   | 青野武                                                               |
| パーディ             | キャス・スーシー                                                                                   | 伊倉一恵                                                             |
| ナニー               | メアリー・マクロード                                                                               | 京田尚子                                                             |
| プロデューサー       | マイケル・ラーナー                                                                                 | 島香裕                                                               |
| 腹黒ドーソン         | ジム・カミングス                                                                                   | 富田耕生                                                             |
| ラッキー             | ベン・ティバー                                                                                     | 村上想太                                                             |
| ローリー             | エリ・ラッセル・リネッツ                                                                           | 上野容                                                               |
| ペニー               | ケイシャ・クロピンスキー                                                                           | 最上莉奈                                                             |
| ツートン             | タラ・ストロング                                                                                   | 鈴木里彩                                                             |
| クリスタル           | キャサリン・ボーモント                                                                             | 氷上恭子                                                             |
| トミー               | ニキータ・ホプキンス                                                                               | 有馬優人                                                             |
| テレビのナレーター   | コーリー・バートン                                                                                 | 小久保丈二                                                           |
| その他               | ウルスラ・ブルックス ルシール・ブリス、ロブ・ポールセン フィル・プロクター、クライヴ・レヴィル、他 | 池田勝、掛川裕彦、宮澤正、大前茜 小暮英麻、藤本隆行 京井幸、渡辺英雄 |

## スタッフ
- 監督・脚本：ジム・カラマット
- 製作：キャロリン・ベイツ
- 脚本：ギャレット・K・シフ
- 原案：ドディ･スミス
- 音楽：リチャード・ギブス
- アートディレクター：ビル・バーキンス
- ユニットディレクター：タカミツ・カワムラ

## 日本語版挿入歌
- 『ブチがたくさん』（歌 - 本間ひとし）
- 『サンダーボルトのテーマ』（演奏 - ミュージッククリエイション）
- 『ダルメシアン・プランテーション』（歌 - 本間ひとし、RINO）
- 『ケイナイン・クランチス・コマーシャル』（歌 - 井手真理）
- 『町のクルエラ』（歌 - 石原慎一）
- 『トライ・アゲイン』（歌 - 野口洋一郎）

## 日本語版制作スタッフ
- 演出：木村絵理子、加藤敏
- 翻訳・訳詞：佐藤恵子
- 音楽演出：深澤茂行
- 録音・調整：阿部直子（オムニバス・ジャパン）
- 録音制作：（株）東北新社
- 制作監修：山本千絵子
- 日本語版制作：DISNEY CHARACTER VOICES INTERNATIONAL, INC.